# Сталинабадский район
Сталинаба́дский райо́н — административная единица на западе Таджикской ССР республиканского подчинения, а также в составе Сталинабадской области, существовавшая с 1935 по 1960 год.

## История
До установления в 1920 году советской власти в Таджикистане территория будущего Сталинабадского района входила в Дюшамбинский амлок Гиссарского бекства Бухарского эмирата.
С 1920 по 1924 год она относилась к Дюшамбинскому тюменю Дюшамбинского вилайета Бухарской народной советской республики. В 1924 году Дюшамбинский тюмень вошёл в состав Гиссарского вилайета Таджикской АССР.
С 1927 года — это кишлачная местность Дюшамбинского райгорсовета Таджикской АССР, с 1929 года — Сталинабадского райгорсовета Таджикской ССР, с 1930 года — Сталинабадского горсовета Таджикской ССР.
В 1935 году образован Сталинабадский район (республиканского подчинения) Таджикской ССР.
С образованием по Указу Президиума Верховного Совета СССР от 27 октября 1939 года Сталинабадской области Сталинабадский район вошёл в её состав, в которой и находился вплоть до упразднения Сталинабдской области 10 апреля 1951 года. Район вновь приобрёл республиканское подчинение.
14 сентября 1955 года в состав Сталинабадского района передана территория упразднённого Кокташского района.
20 июня 1956 года центр района был перенесён из пгт Яна-Чирчикский в пгт Кокташ (1 октября 1956 года переименован в пгт имени Сардарова Карахана).
4 марта 1959 года к Сталинабадскому району была присоединена часть территории упразднённого Дагана-Киикского района.
26 ноября 1959 года в состав Сталинабадского района передана территория упразднённого Варзобского района.
Указом Президиума Верховного Совета Таджикской ССР от 1 ноября 1960 года Сталинабадский район передан в административно-хозяйственное подчинение Сталинабадскому городскому Совету депутатов трудящихся и переименован в Ленинский район города Сталинабада.